# La grande speranza
La grande speranza (estrenada en anglès amb el títol de Submarine Attack) és una pel·lícula bèl·lica italiana dirigida el 1954 per Duilio Coletti i que tracta de forma fictícia un episodi real (del 1940) que va implicar el submarí Comandante Cappellini de la Regia Marina.
Destaca per haver estat rodat dins i a la coberta d'un submarí real, i per guanyar tant el Premi Especial del Senat de Berlín com el Premi OCIC al 4t Festival Internacional de Cinema de Berlín. També fou seleccionada al Festival Internacional de Cinema de Sant Sebastià 1955.

## Argument
Durant la Segona Guerra Mundial, un submarí italià fa un llarg creuer de guerra a l'oceà Atlàntic. Enfonsa alguns vaixells enemics, intentant salvar els nàufrags desafortunats que són rebuts a bord. Entre els italians i els marins enemics hi ha molta desconfiança, fins i tot si aviat sorgeix una forta atracció entre el comandant i una bella auxiliar britànica (Lois Maxwell).
Després d'un llarg atac aeri, l'embarcació es troba implicada en una batalla furiosa amb un vaixell belga i, de forma imprevisible, aquesta circumstància acosta els mariners italians als seus presoners. Els presos seran desembarcats a les Açores.

## Repartiment
- Lois Maxwell - Lt. Lily Donald
- Renato Baldini - Comandant del submarí
- Carlo Bellini - Oficial
- Aldo Bufi Landi - Tinent
- Earl Cameron - Johnny Brown, POW
- David Carbonari
- Ludovico Ceriana
- Carlo Delle Piane - Ciccio
- Edward Fleming - Jean Cartier
- José Jaspe - Presoner de guerra espanyol
- Paolo Panelli
- Rudy Solinas
- Henri Vidon - Robert Steiner
- Folco Lulli - Nostromo
- Guido Bizzarri